# Château de Chessy (Seine-et-Marne)
Le Château de Chessy est situé sur la commune de Chessy en Seine-et-Marne.

## Description
Le bâtiment principal date du XVIIe siècle, auquel s'adjoint un corps de logis étant apparue lors de travaux plus tardif. Le bâtiment complet est terminée par le pigeonnier. 
Le domaine est composé d'abord de jardin à la française puis à l'anglaise. Les terres cultivables furent déplacées plus loin pour laisser place à de plus large jardins. 
Le domaine est aussi composé de plusieurs bâtiments de ferme.

## Historique
L’occupation du plateau de Chessy par les villageois, agriculteurs remonte à la période laténienne (Protohistoire, vers 450 avant notre ère). Au XIe siècle environ, les villageois abandonnent le plateau et s’installent vraisemblablement sur le bord du coteau.
Au XVIIIe siècle, le village et le domaine du château étaient séparés par la Route Royale. Cette voie existe encore, partiellement pavée : rue Charles de Gaulle et rue de Lagny.
Le château de Chessy, aujourd’hui siège de Val d’Europe Agglomération, a été construit dans les premières années du 16e siècle pour Jean de Fourcy, Seigneur de Chessy et de Pommeuse. Connaisseur en architecture de par sa charge d'intendant puis de surintendant des bâtiments du Roi Henry IV, Jean de Fourcy fait élever un château à la mode de la première moitié du XVIIe siècle : en brique et pierre, et couvert d'ardoise. Il fait décorer l'intérieur du château par l'un des plus grands peintres français du XVIIe siècle : Simon Vouet, sur le thème des amours malheureuses de Renaud et Armide. À côté du château sont installés les communs, qui accueillent les parties réservées aux travaux agricoles ainsi que les écuries. Le château et les communs sont construits sur deux terre-pleins indépendants et entourés de fossés en eau.
Le domaine de Chessy reste aux mains des descendants de Jean de Fourcy jusqu'en 1768, date à laquelle Joseph Micault d'Harvelay, garde du Trésor Royal achète la seigneurie de Chessy. Micault fait transformer le château au goût du jour, c'est-à-dire à l'Antique. Il réunit le château et les communs sur un terre-plein unique, mais conserve quand même les fossés en eau et la pièce d'eau. Les parties agricoles sont éloignées du château, et donnent vraisemblablement lieu à la construction de la Ferme du Château. Micault d'Harvelay transforme également le jardin régulier à la Française en un parc anglais, et fait importer des arbres exotiques. Ses héritiers, la famille La Borde de Méréville, qui deviennent Seigneurs de Chessy à sa mort en 1785, font perdurer cette passion. Jean Joseph de La Borde, dernier Seigneur de Chessy, est déclaré émigré. Il est décapité en 1794. Le château est détruit entre 1799 et 1815, date à laquelle le domaine de Chessy est vendu en 2 parties : l'une aux frères Chabanneaux, et l'autre à Monsieur Bénard de Lagny-sur-Marne.
Actuellement, seuls subsistent les communs. La façade nord de l'aile nord est à l'heure actuelle conservée en l'état, et représente, avec le pigeonnier du XVIIe siècle, l'un des éléments majeurs du Val d'Europe. L'aile nord a totalement été remaniée en 1932 pour donner l'édifice tout à fait étonnant que nous connaissons actuellement.

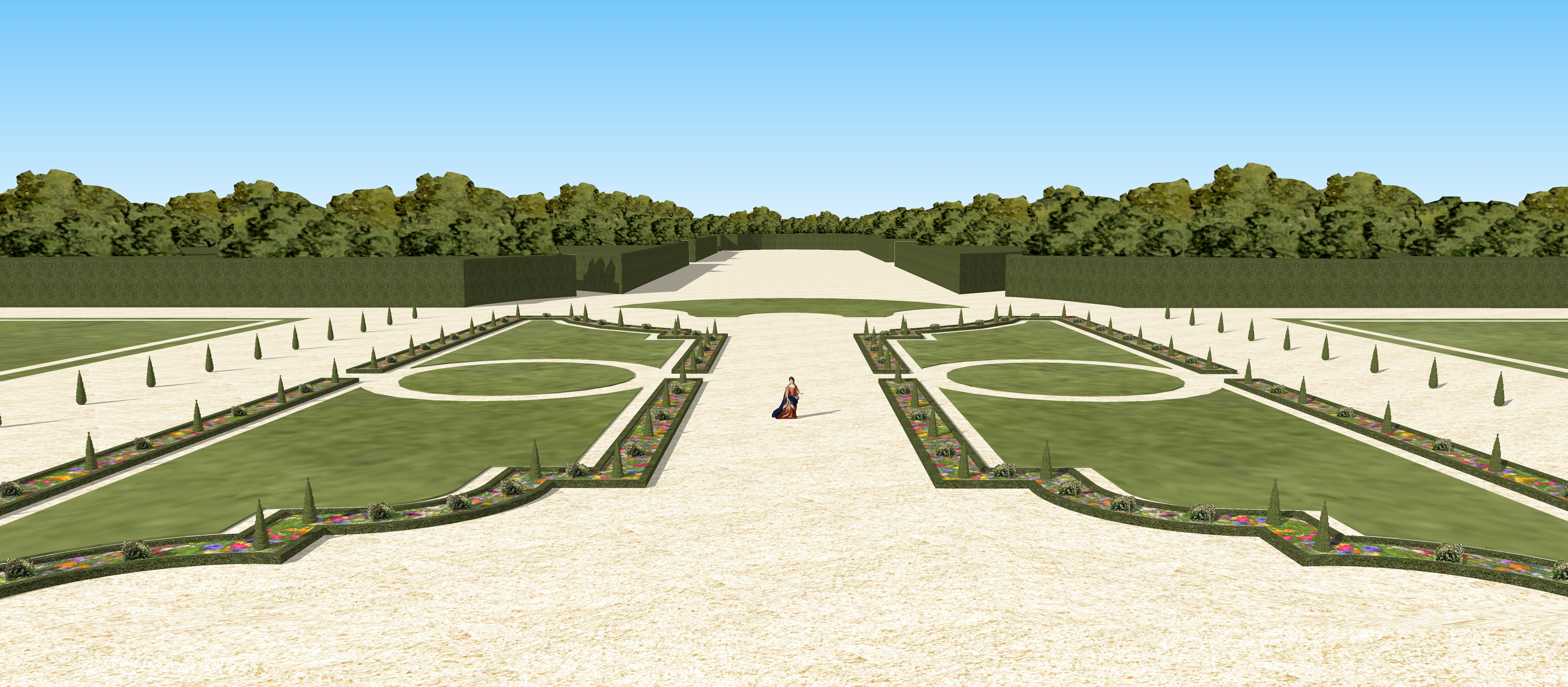
Schéma du grand parterre du château de Chessy, XVIIIe siècle
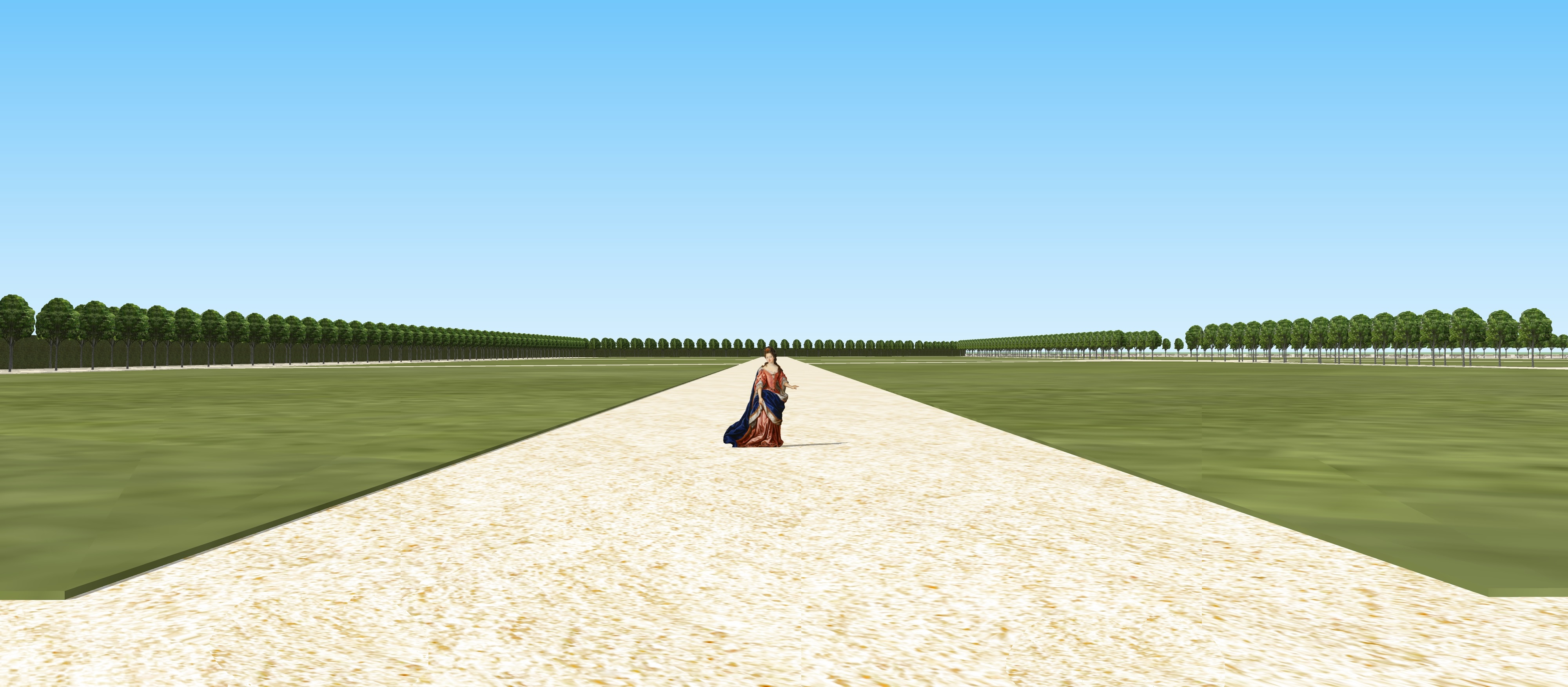
Schéma de la grande pelouse du château de Chessy, en se dirigeant vers la grande terrasse, XVIIIe siècle.
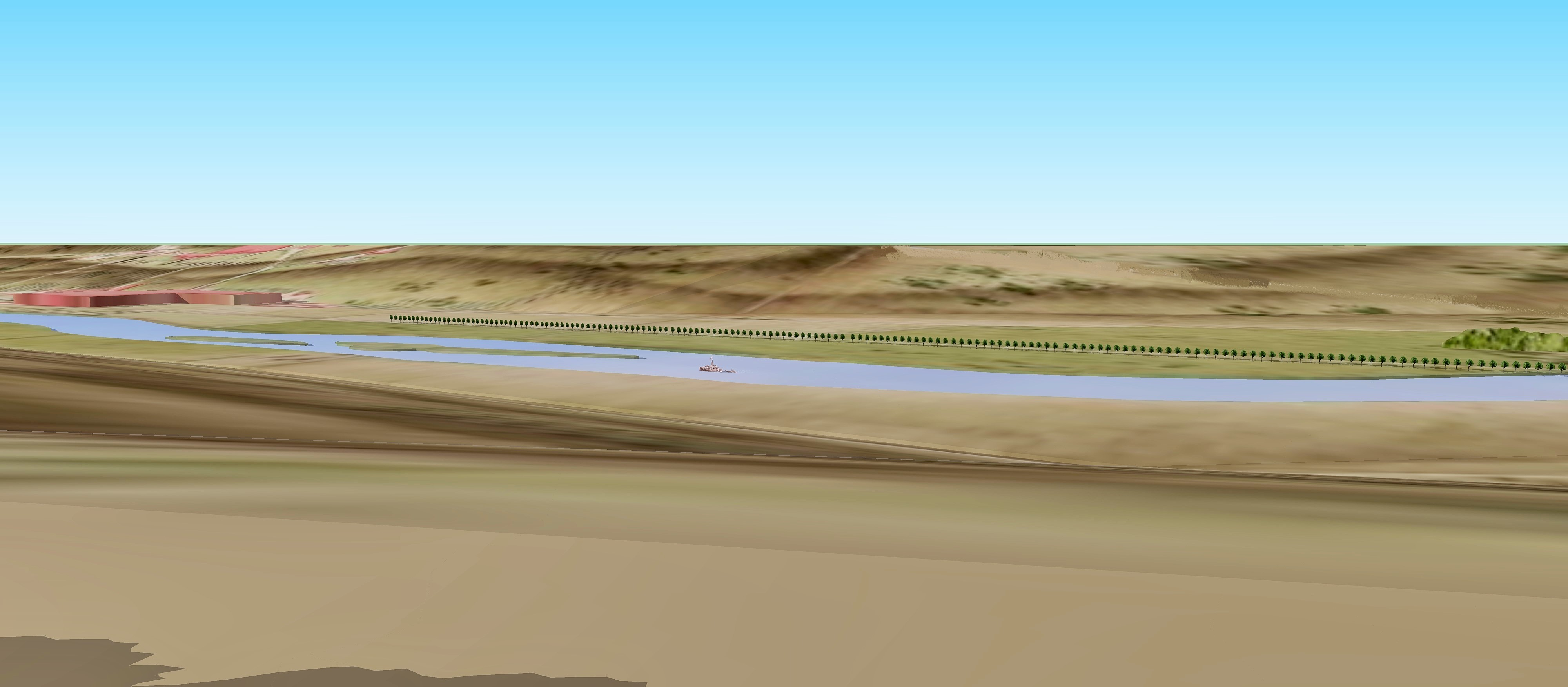
Restitution schématique de la vue depuis la terrasse du château de Chessy, XVIIIe siècle.